# West Point (Illinois)
West Point es una villa ubicada en el condado de Hancock, Illinois, Estados Unidos. Tiene una población estimada, a mediados de 2021, de 140 habitantes.

## Geografía
La localidad está ubicada en las coordenadas 40°15′20″N 91°11′00″O / 40.25556, -91.18333. Según la Oficina del Censo de los Estados Unidos, tiene una superficie total de 0.43 km², correspondientes en su totalidad a tierra firme.

## Demografía
Según el censo de 2020, en ese momento había 140 personas residiendo en West Point. La densidad de población era de 325.58 hab./km². La totalidad de la población eran blancos. Del total de la población, el 0.71% era hispano o latino.